# 进程资源管理器
进程资源管理器（Process Explorer）是由Sysinternals推出的在Microsoft Windows上運行的免费任务管理器和系统监视器，它已被微软收购并重新命名为Windows Sysinternals。它為Windows任务管理器提供了一些額外的功能，可用于收集用户系统上运行的进程信息。用戶在调试软件或系统问题時可以先查看进程资源管理器。
Process Explorer原本是两个独立的程序HandleEx和DLLView，它们於2001年合并為Process Explorer。截至2008年，Process Explorer已經可以在Windows 9x、Windows NT 4.0和Windows 2000上運行。